# Maximiliano Fuentes Codera
Maximiliano Fuentes Codera (Buenos Aires, 1976) es un historiador, profesor de la Universidad de Gerona.

## Biografía
Nacido en la ciudad argentina de Buenos Aires en 1976, es profesor de la Universidad de Gerona, en España, donde es jefe del Departamento de Historia e Historia del Arte y director de la cátedra Walter Benjamin, Memoria y Exilio. Es autor de obras como El campo de fuerzas europeo en Cataluña. Eugeni d’Ors en los primeros años de la gran guerra (Universitat de Lleida/Pagès editors, 2009), sobre el intelectural catalán Eugenio d'Ors; España en la Primera Guerra Mundial (Akal, 2014), prologada por José Álvarez Junco, sobre el papel de España durante la Primera Guerra Mundial; o Sánchez Mazas: El falangista que nació tres veces (Taurus, 2025), biografía del intelectual falangista Rafael Sánchez Mazas; entre otras.